# Nagyvad
A vadászati törvény értelmében a vad az állam tulajdona (9. §), mely csak a vadászati jog, jogszerű és szakszerű gyakorlása után, az elejtéssel kerül a jogosult tulajdonába. A törvény a vadászható fajokat méretük alapján a "nagyvad" és az "apróvad" meghatározással jelöli. Nagyvadfajok az alábbiak
- Gímszarvas (Cervus elaphus),
- Dámszarvas (Cervus dama),
- Őz (Capreolus capreolus),
- Európai muflon (Ovis gmelini musimon),
- Vaddisznó (Sus scrofa),
- Szikaszarvas
  - Japán szika (Cervus nippon nippon),
  - Dybowski szika (Cervus nippon hortulorum)
- Zerge (Rupicapra rupicapra), kivéve a R. r. tatrica és balcanica alfajok.